# Kirche zum Heiligen Kreuz, Sankt Peter und Genovefa (Ellhofen)

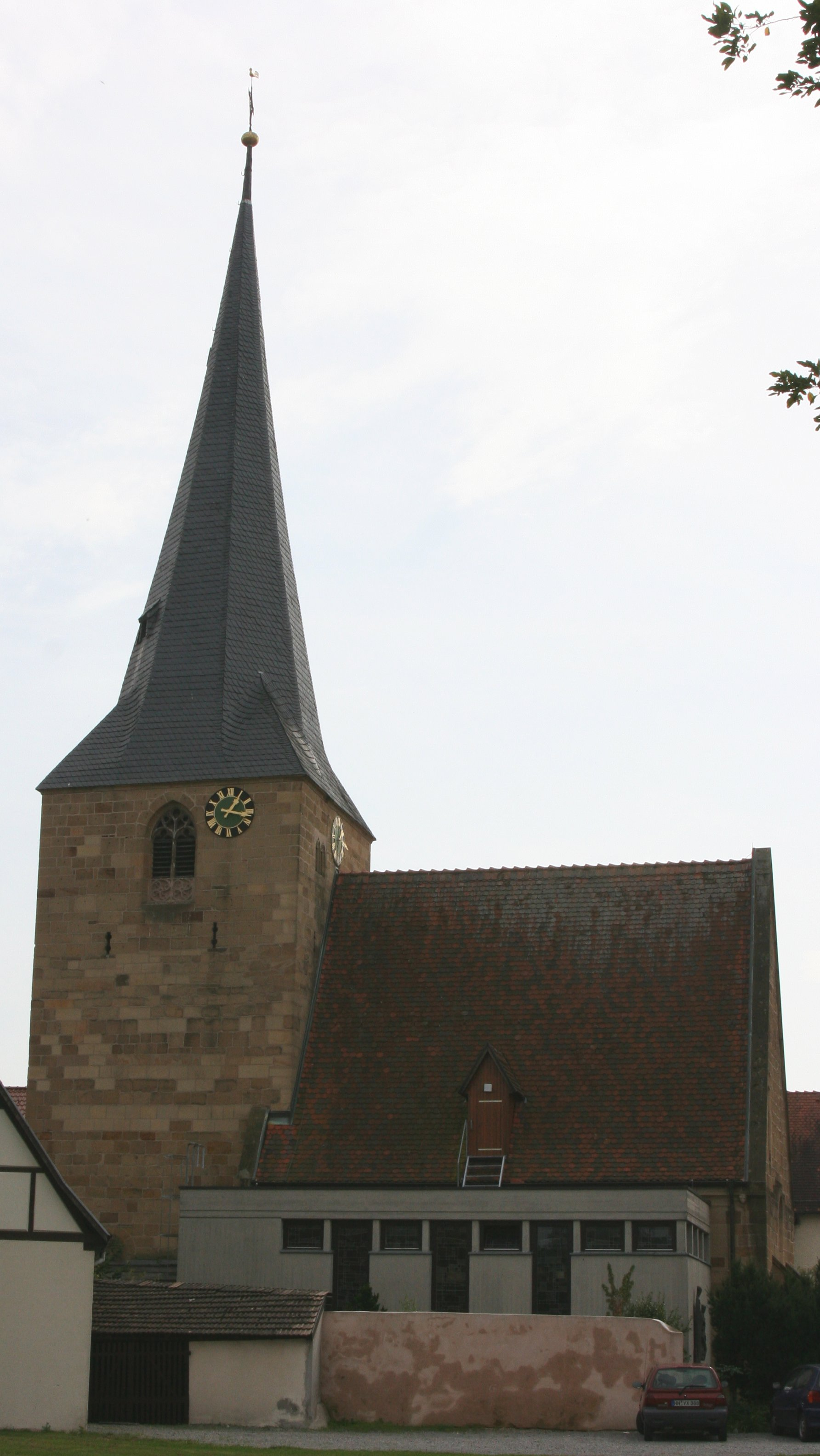
Die Kirche von Norden

Die Kirche zum Heiligen Kreuz, Sankt Peter und Genovefa ist die evangelische Pfarrkirche Ellhofens. Sie gehört zur evangelischen Kirchengemeinde Ellhofen im Kirchenbezirk Weinsberg-Neuenstadt der Evangelischen Landeskirche in Württemberg und beherbergt den Genovefa-Altar, einen bedeutenden Schnitzaltar aus dem 16. Jahrhundert.

## Geschichte

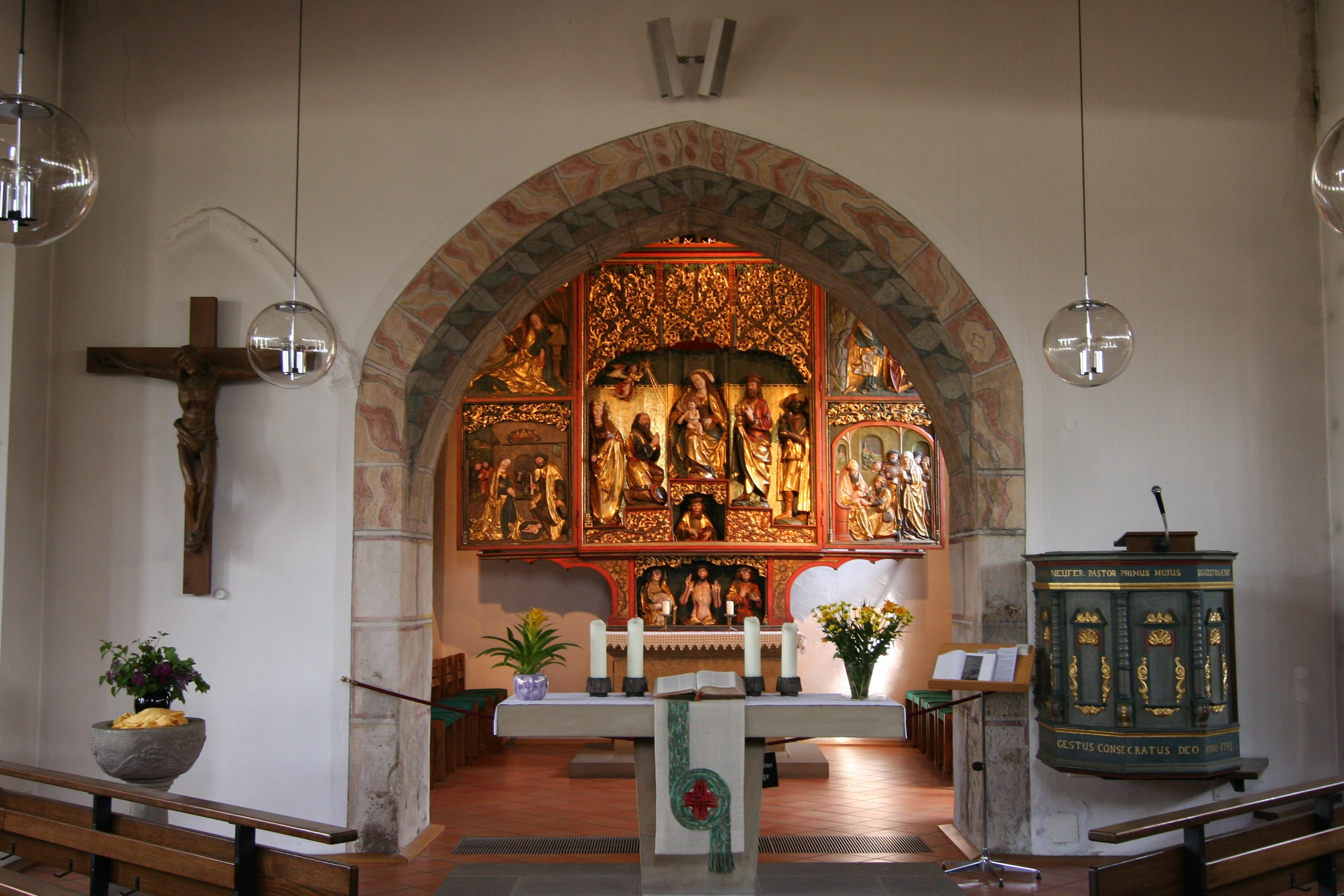
Blick zum Chor

Eine Kapelle in Ellhofen wurde 1303 als Filiale der Sülzbacher Pfarrkirche erstmals erwähnt. Ob sich diese Kapelle bereits an der Stelle der heutigen Kirche befunden hat, ist ungewiss, wird gemeinhin aber angenommen. Bei der Schenkung des Patronatsrechts der Sülzbacher Kirche an das Kloster Schöntal durch Engelhard von Weinsberg behielt sich Engelhard das Patronatsrecht über die Ellhofener Kirche ausdrücklich vor. Anlässlich dieser Schenkung werden auch die damaligen Kirchenheiligen genannt: das heilige Kreuz, Petrus, die heiligen Unschuldigen und Genoveva. In einer Ablass-Urkunde des Bischofs Albert von Würzburg von 1357 wird die Kapelle erstmals als ecclesia (Kirche) bezeichnet. Zu jener Zeit war die von einem Kaplan versorgte Kirche das Ziel von Wallfahrten.
Den Kern des heutigen Bauwerks bildet eine romanische Chorturmkirche, mit deren Bau gemäß den im Turmchor erhaltenen Fresken spätestens um 1380 begonnen worden sein dürfte. 1412 erwarb die Kurpfalz gemeinsam mit der Hälfte von Burg und Ort auch das Patronatsrecht über die Kirche von den Herren von Weinsberg. Gemäß einer Bauinschrift wurde der Chorturm 1498 in seiner heutigen Gestalt fertiggestellt. Der heute noch erhaltene spätgotische Schnitzaltar kam vermutlich im Zusammenhang mit diesem Ausbau in die Kirche.
Im Bayerischen Erbfolgekrieg 1504 kam Ellhofen mit der Herrschaft Weinsberg an Württemberg und wurde von dort aus 1534 reformiert. Nachdem die Toten aus Ellhofen ursprünglich in Sülzbach bestattet worden waren, legte man 1589/91 in Ellhofen einen eigenen Friedhof an. Um jene Zeit fand auch die kirchliche Loslösung von Sülzbach statt, künftig wurde die Kirche vom Diakonat in Weinsberg betreut.
Die Sakristei der Kirche wurde 1733 erneuert, nach 1741 schloss sich wohl auch eine umfassende Renovierung der Kirche an. Eine weitere größere Renovierung fand 1799 statt. 1837 wurde die Kirche erweitert und 1924/25 durch Architekt Wilhelm Jost erneuert. Die dabei im kreuzgewölbten Chor des Ostturms entdeckte Gewölbemalerei konnte dann erst 1960 vom Ulmer Restaurator Walter Hammer freigelegt werden. Ihre jetzige Außen- und Raumgestalt erhielt die Kirche durch Teilabriss und  Erweiterung des Schiffs nach Norden und Süden in Sichtbeton- und Flachdach-Bauweise, Anbau weiterer Gemeinderäume und völlige Neugestaltung des Kirchenraums zwischen 1971 und 1977.

## Architektur
1837 wurde die früher klassisch längsorientierte Kirche nach Süden hin durch einen Querhausanbau bei Entfernen der Südwand erweitert und der Innenraum als Querkirche gestaltet. Der 140 Jahre später mit der Kreuzkirche befasste Bauhistoriker und Architekt Walther-Gerd Fleck (1926–2014) war für diese neueste Umbau- und Erweiterungsaufgabe prädestiniert: Seit 1954 bis 2011, drei Jahre vor seinem Tod, forschte und publizierte er zu burg-, schloss- siedlungs- und kirchbaugeschichtlichen Themen und wurde Facharchitekt für Denkmalpflege. Seine besondere Aufmerksamkeit galt dem in Württemberg seit 1562 (Stuttgarter Schlosskirche) üblichen Bau von typisch protestantischen Querkirchen auch auf dem Lande (z. Bsp. 1602 Ev. Kirche Öhringen-Ohrnberg), die er nachzuweisen begann und theologisch wie architektonisch in die Kirchbaugeschichte einordnete. Sein Ellhofener Auftrag zur Erweiterung des erst 1837 als Querkirche gestalteten Kirchenschiffs ließ ihn diese im Prinzip bewährte und überdies einzig genuin protestantische Kirchbauform übernehmen und neu interpretieren. Er bezog sich dabei ausdrücklich auf die Stuttgarter Schlosskirche 1562: „Der quer gelagerte Kirchenraum ist seit der Schloßkirche Herzog Christophs von 1562 eine bewährte Grundform evangelischen Kirchenbaus geworden“ und „Der Querraum hat sich als Form für die protestantische Predigtkirche gegenüber dem vorreformatorischen Längsraum seit der im Jahr 1562 eingeweihten [...] Schloßkirche im Alten Schloß in Stuttgart in zahlreichen, über ganz Deutschland verbreiteten Folgebauten so gut bewährt, daß aller Grund bestand, die sich von der Situation her anbietende Lösung hier zu verwenden“. Er verbreiterte durch Abriss auch der Nordwand und Einfügen zweier flachgedeckter Sichtbeton„flügel“ das Kirchenschiff nach Norden und Süden zu einem querrechteckigen Kirchenraum ohne Empore. Die Ausrichtung der Bankreihen in zwei diagonalen Blöcken auf die liturgische Mitte (Kanzel und Altar) geschah weitgehend nach den Kirchbau-Grundsätzen des Wiesbadener Programms. Die Westgiebelwand wurde saniert und erhalten.

## Glocken
Im wuchtigen, mit steilem Spitzhelm bedeckten Kirchturm hängt ein bronzenes Glockengeläut, dessen Glocken 1950 und 1988 (Glocke 1) von der Glockengießerei Bachert gegossen wurden.
| Glocke | Name                    | Durchmesser | Gewicht | Schlagton | Inschrift                                                                    |
| ------ | ----------------------- | ----------- | ------- | --------- | ---------------------------------------------------------------------------- |
| 1      | Betglocke               | 1229 mm0    | 1123 kg | e′        | JESUS CHRISTUS, GESTERN UND HEUTE UND DERSELBE AUCH IN EWIGKEIT              |
| 2      | Kreuz- und Schiedglocke | 1058 mm0    | 681 kg  | g′        | FRIEDE SEI MIT EUCH                                                          |
| 3      | Zeichenglocke           | 937 mm      | 464 kg  | a′        | ICH WILL EUCH TRÖSTEN WIE EINER SEINE MUTTER TRÖSTET – UNSEREN EDLEN MÜTTERN |
| 4      | Taufglocke              | 829 mm      | 325 kg  | h′        | DER TOD IST VERSCHLUNGEN IM SIEG – DEN IM KRIEGE GEFALLENEN                  |

## Ausstattung

### Genovefa-Altar
In der Kirche befindet sich ein spätgotischer Flügelaltar aus der Zeit um 1515, der dem Umfeld Hans Seyfers zugeschrieben wird und im Zentrum die Anbetung der Könige als vollplastische Schnitzfiguren zeigt. Auf den Innenflügeln sind in den oberen Hälften die Verkündigung an Maria und Mariä Heimsuchung, in den unteren die Geburt Christi und die Beschneidung des Herrn jeweils als Reliefschnitzereien zu sehen.
Die Außenseiten der Flügel sind bemalt. Links oben wird die Geburt des Gottessohns und rechts oben die Anbetung durch die Heiligen Drei Könige (Epiphanie) gezeigt. Die beiden unteren Gemälde zeigen Bilder aus dem Leben der Heiligen Genoveva: Links unten erweckt Genoveva ein Kind, das im Brunnen ertrunken ist. Rechts unten ist zu sehen, wie sie Blinde und Gehbehinderte heilt und andere von Aussatz und Pest befreit.
Die Predella zeigt Christus als Schmerzensmann zwischen seiner Mutter und Johannes, dem Evangelisten, jeweils als plastische Halbfiguren. Im Altarauszug befinden sich vollplastische Figuren des Hl. Christophorus, der Hl. Barbara, der Hl. Genoveva, jeweils in von Gesprenge bekrönten Nischen.
Im Zentrum des Mittelschreins steht die Anbetung durch die Heiligen Drei Könige. In der Mitte sitzt Maria und hält mit der rechten Hand ihren Sohn auf ihrem Knie fest. In der linken Hand trägt sie ein Schatzkästchen, ein Geschenk des Königs, der zu ihrer Rechten kniet. Zu ihrer Linken stehen die beiden anderen Könige, mit Weihrauchgefäß und Olifant ausgestattet. Ganz links im Schrein steht eine Frau, die bei der letzten Restaurierung irrtümlicherweise ein Schwert erhielt und daher als Katharina identifiziert wird. Aufgrund ihrer Körper- und Handhaltung ist diese jedoch als Genoveva zu verstehen, die ursprünglich eine Kerze in der rechten Hand trug. Unter Maria ist in einer Art unterteiltem Mittelfach der Prophet Jesaja zu sehen, der in seiner rechten Hand ein Band trägt und mit seiner linken Hand darauf deutet. Auf diesem Band ist ein Zitat von ihm zu lesen: „Er ist um unserer Missetat willen verwundet und um unserer Sünde willen zerschlagen. Die Strafe liegt auf ihm, auf daß wir Frieden hätten, und durch seine Wunden sind wir geheilt“ (Jes 53,5 ).
In der Unterteilung des Mittelschreins in ein Ensemble von Figuren, die auf treppenartigen Sockeln thronen, ähnelt der Altar stilistisch der Cyriakuskirche in Bönnigheim. Das mittlere Fach des Schreinaltars wurde in beiden Kirchen nochmals geteilt. Im unteren Mittelfach des Altars in Bönnigheim steht der Namenspatron der Kirche. In Ellhofen steht im unteren Mittelfach der Prophet Jesaja.

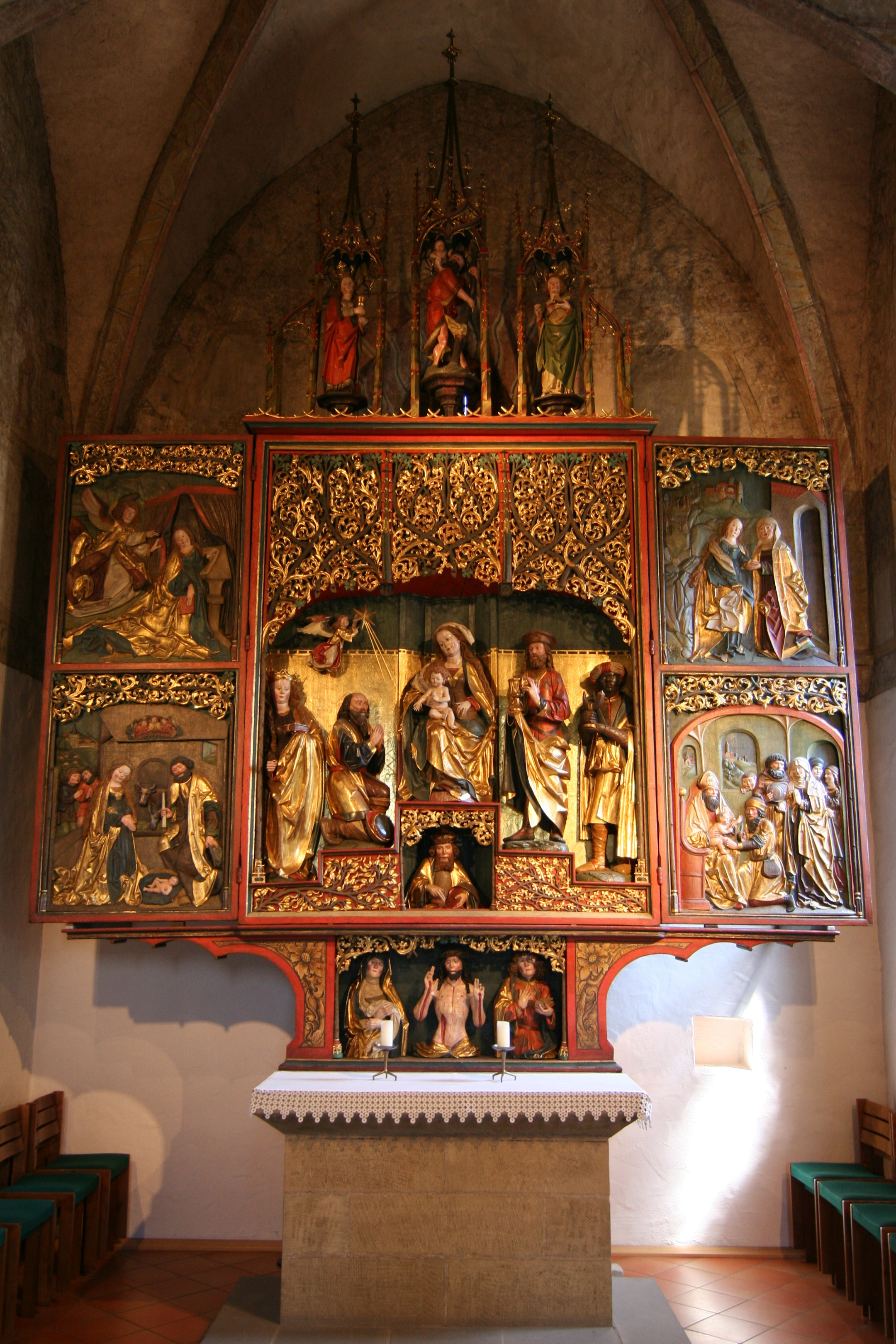
Gesamtansicht des Altarretabels
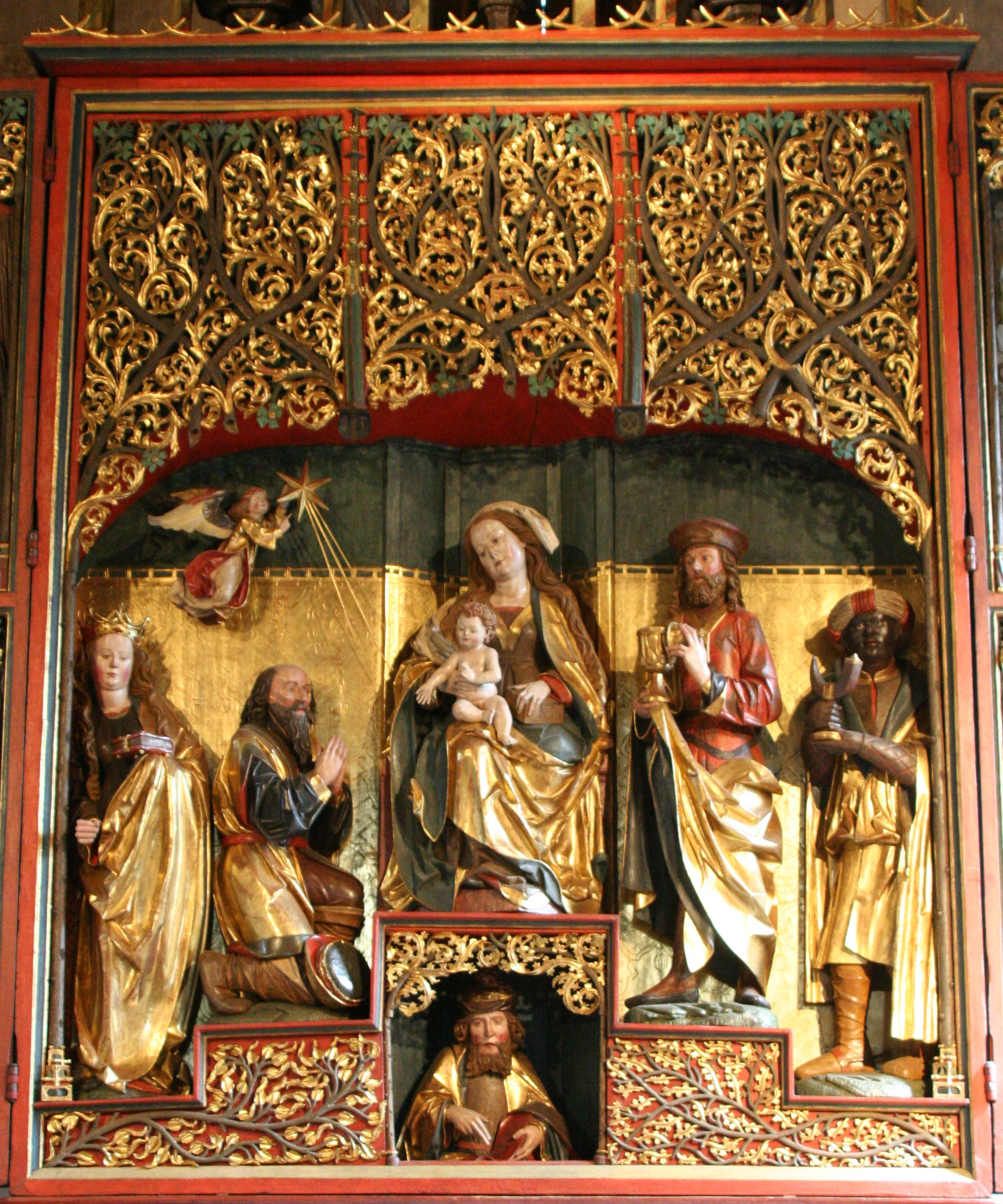
Der Mittelschrein zeigt im Zentrum die Anbetung der Heiligen Drei Könige
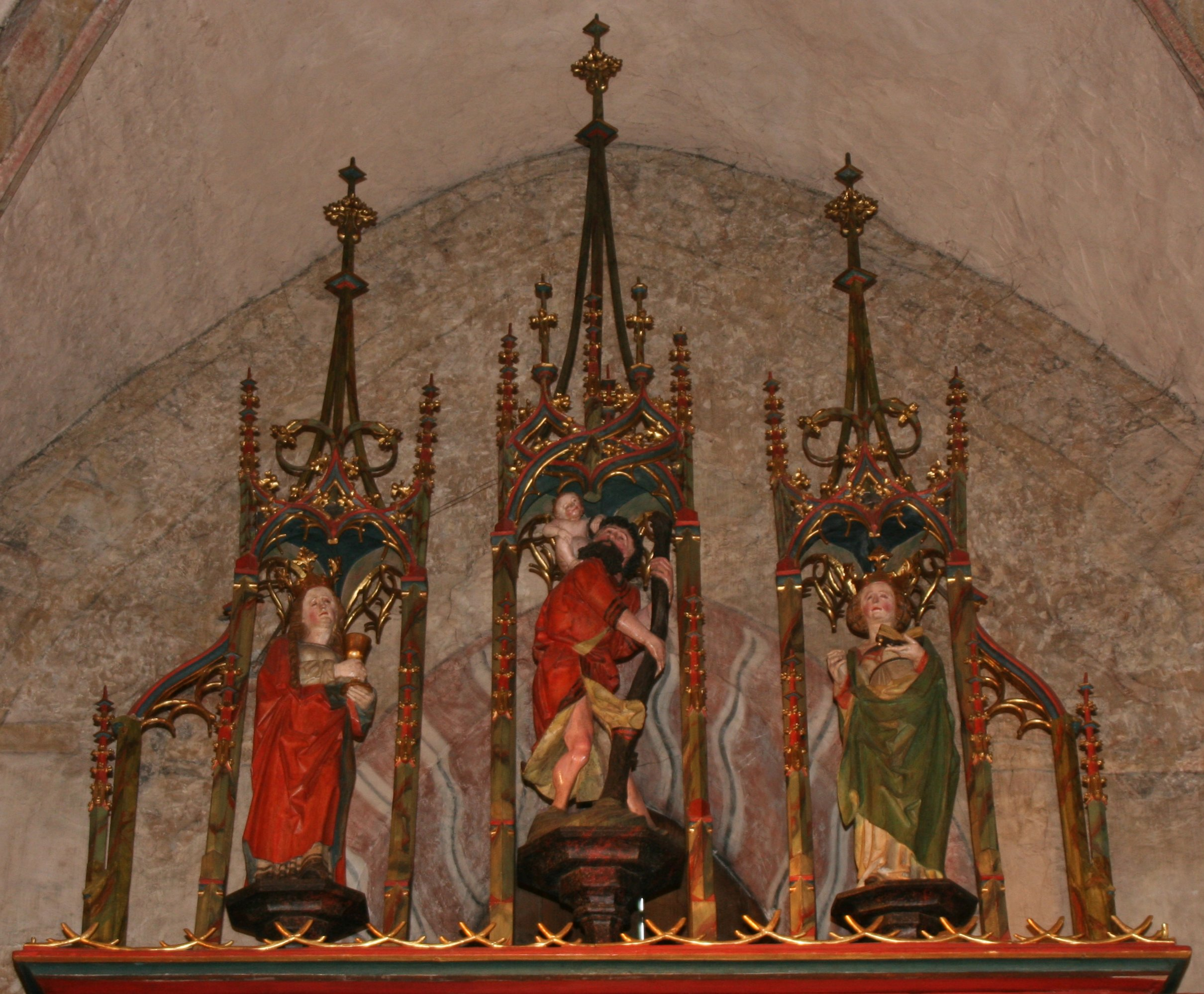
Der sogenannte „Auszug“ mit geschnitzten Figuren, die die Heiligen Barbara, Christophorus und Genovefa zeigen
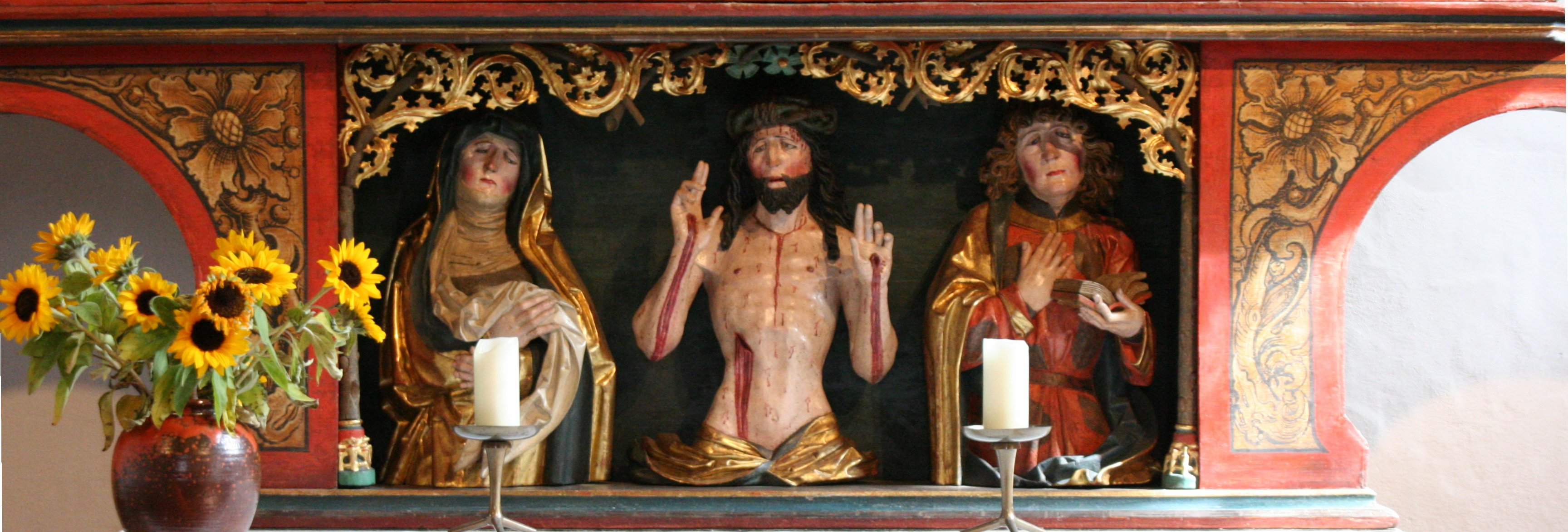
Die Predella zeigt Maria, den Gottessohn und Johannes
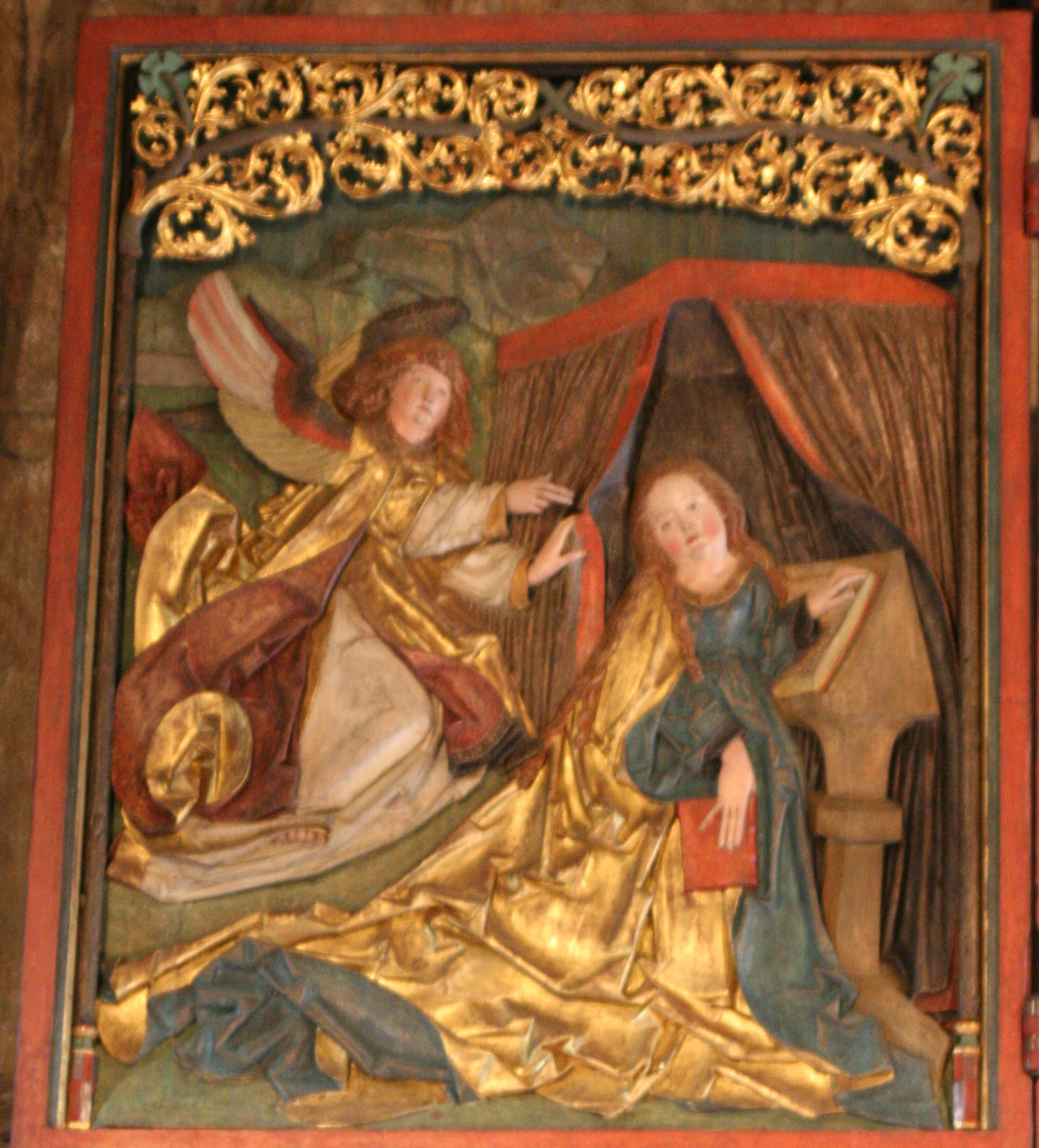
Mariä Verkündigung
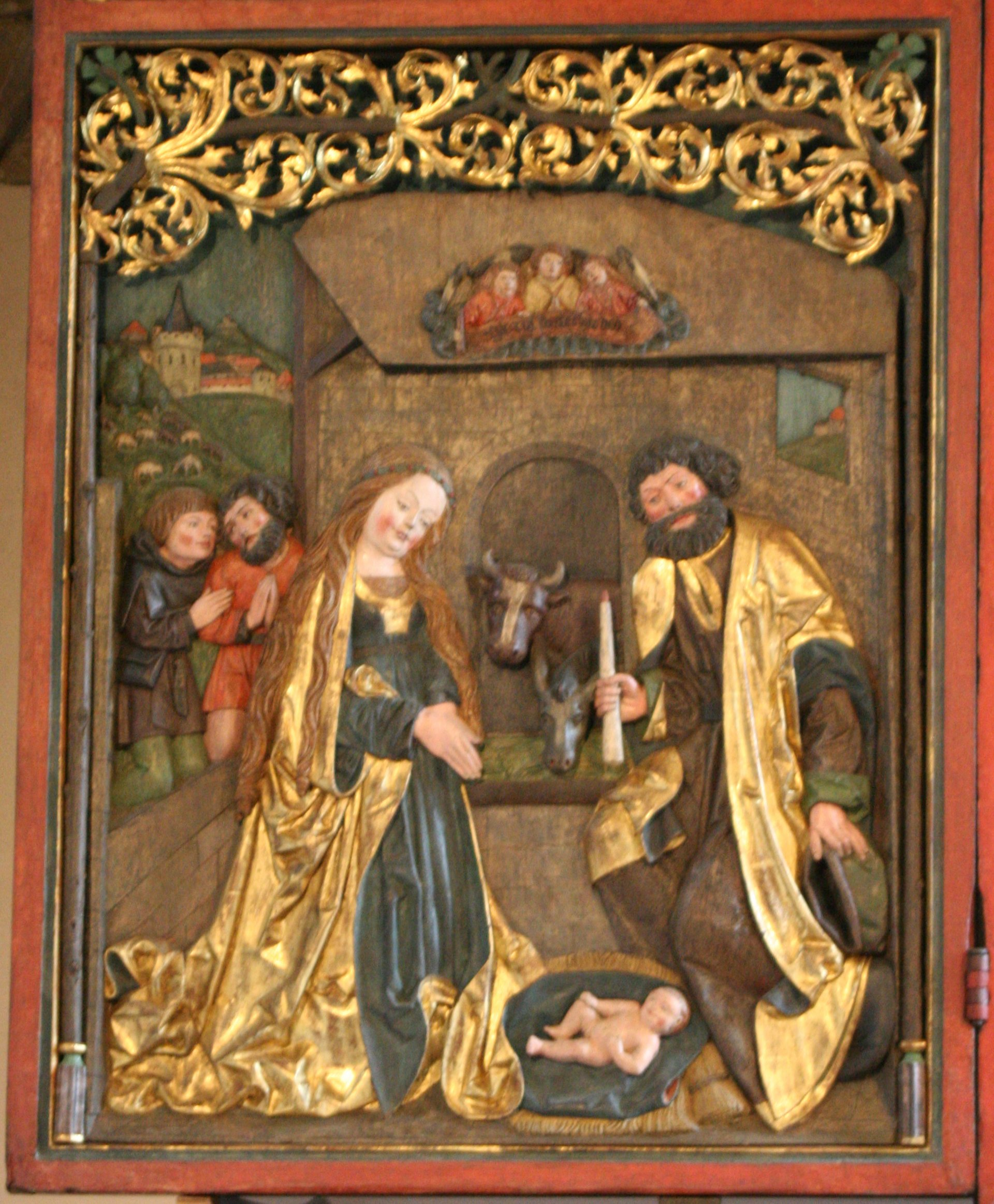
Geburt Jesu Christi
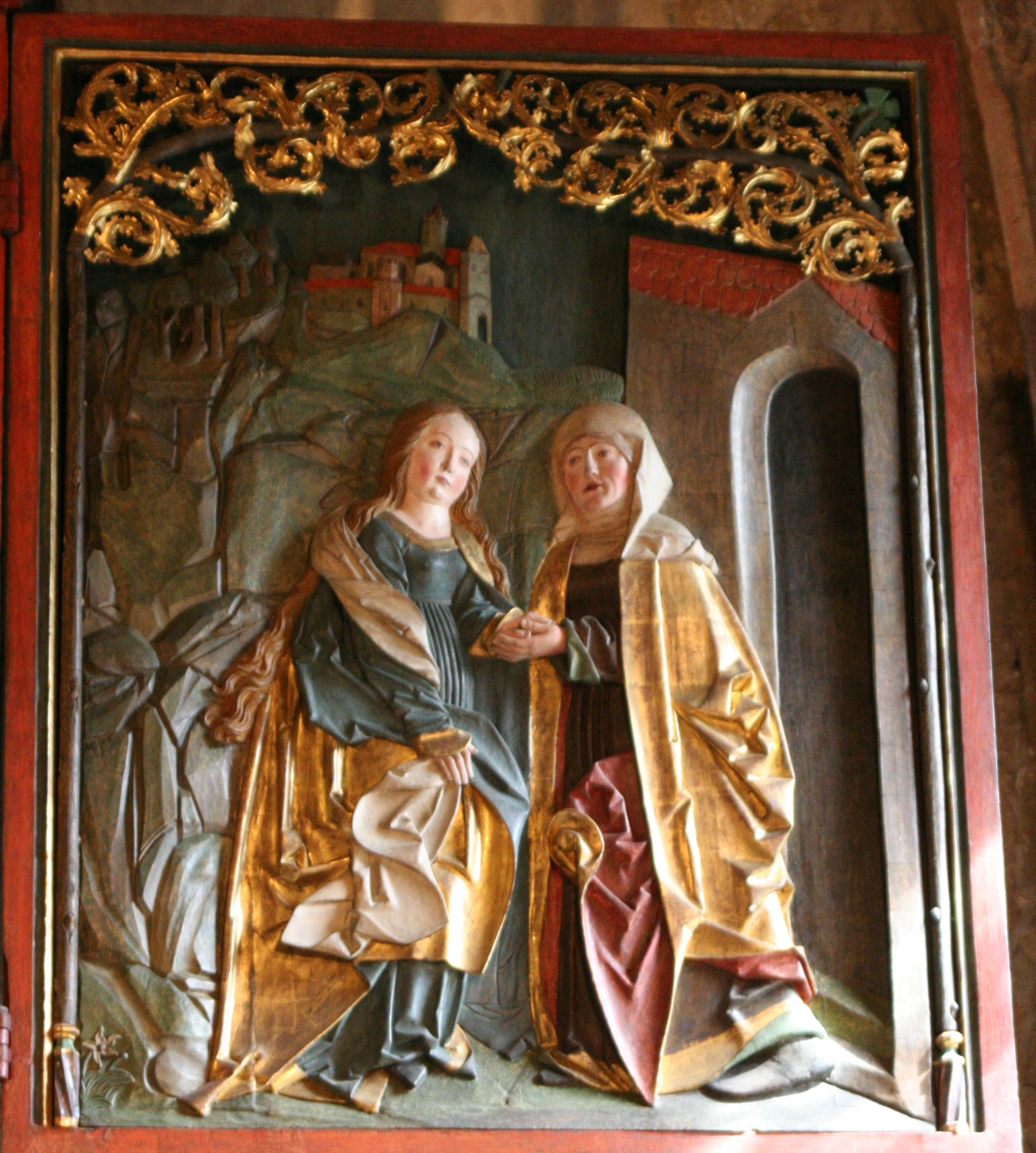
Mariä Heimsuchung
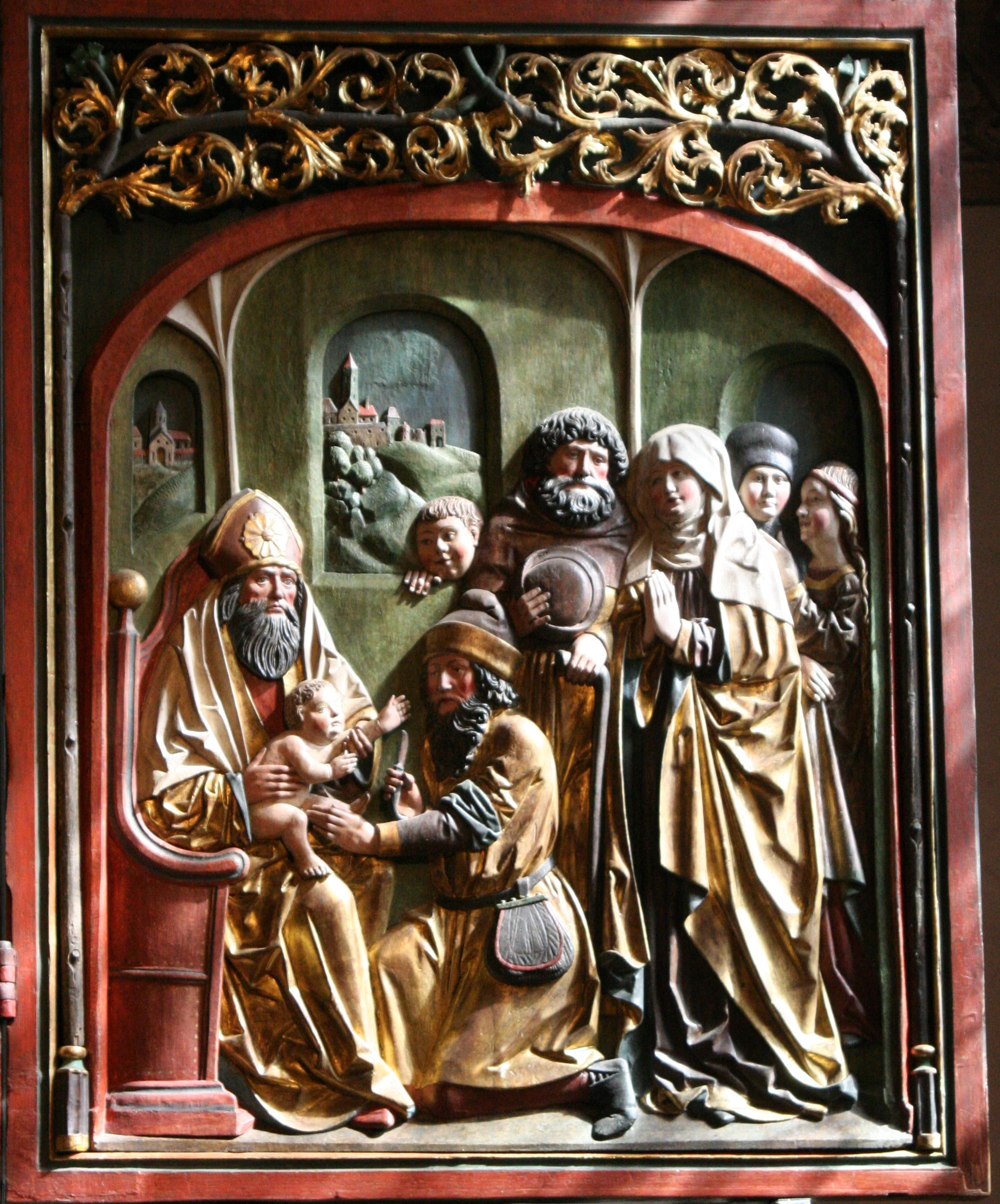
Beschneidung Jesu Christi (Brit Mila)
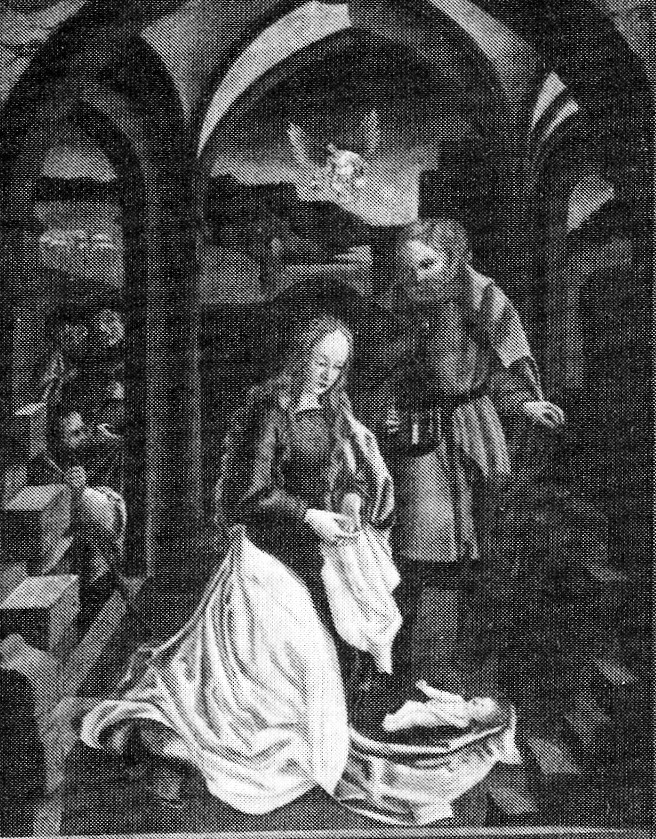
Geburt Jesu Christi
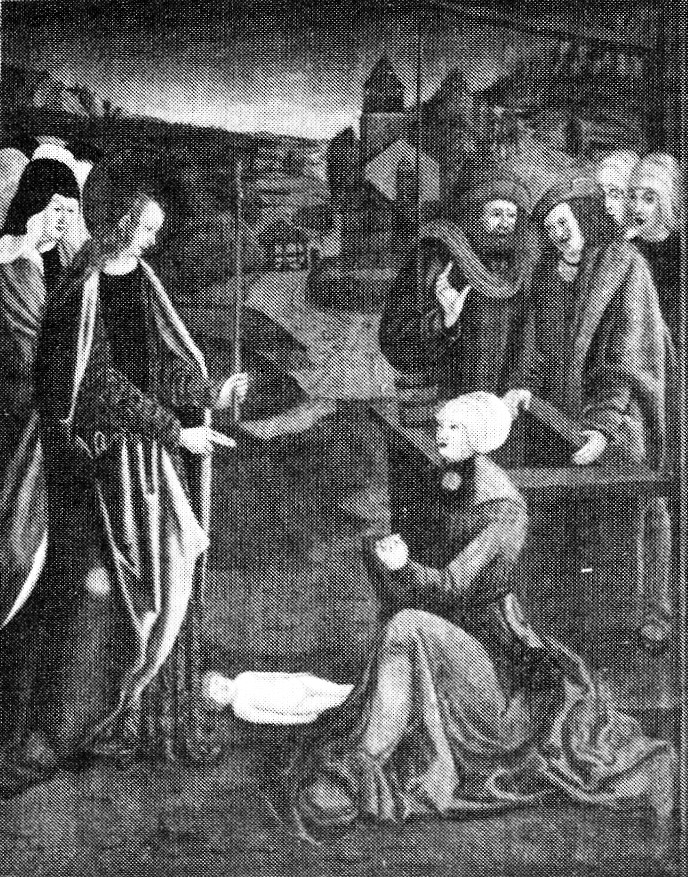
Brunnenwunder  durch die Hl. Genovefa
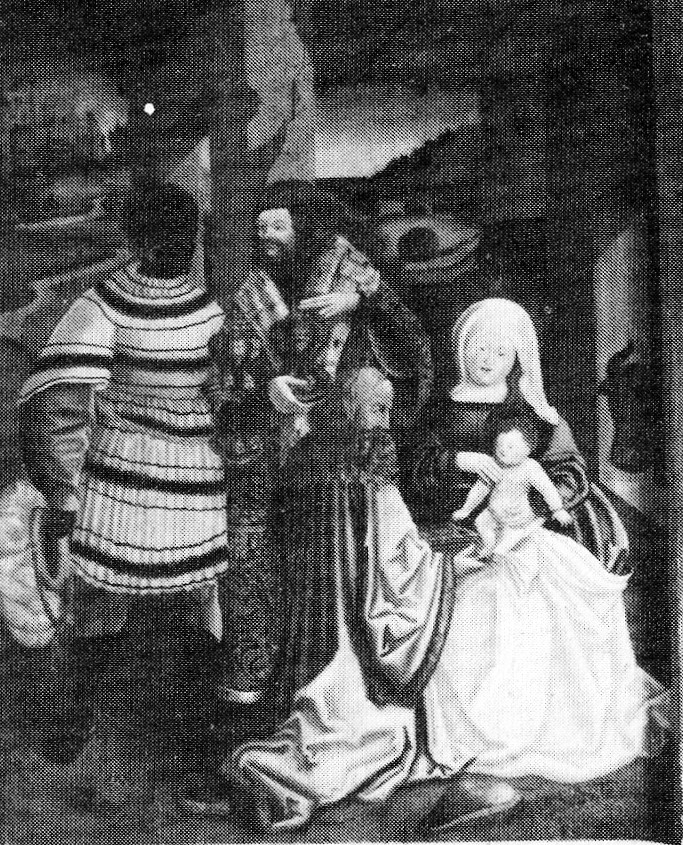
Anbetung Jesu Christi durch die Hl. Drei Könige
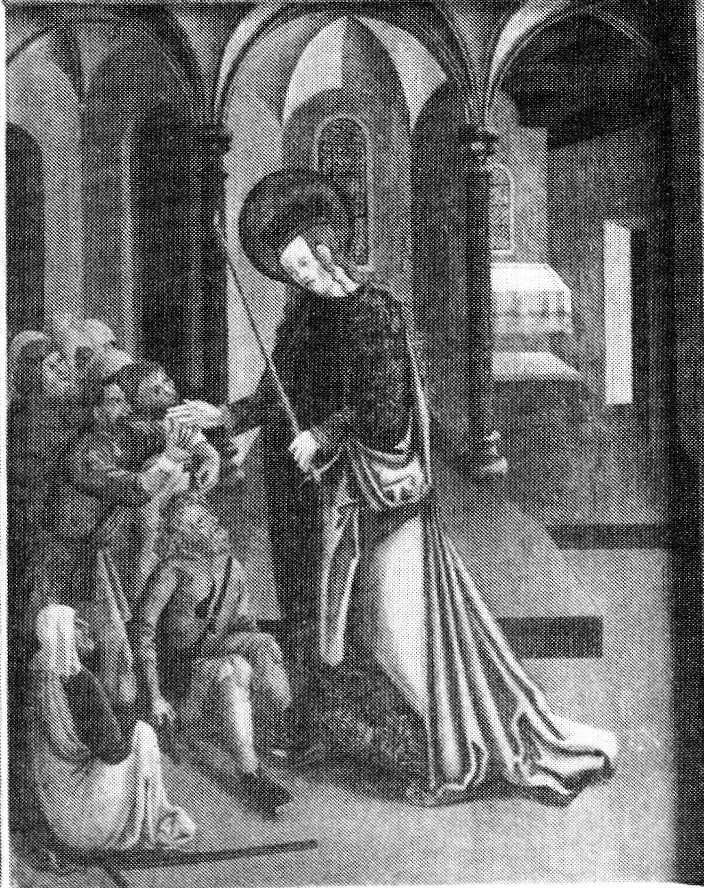
Heilung der Kranken  durch  die Hl. Genovefa

### Fresken im Chorgewölbe
Neben nicht mehr deutbaren Malereiresten an der Mitte der 1970er Jahre entfernten Schiff-Nordwand gibt es in den vier Gewölbefeldern des bestehenden Turmchores eine Auswahl an wesentlichen Szenen der neutestamentlichen Heilsgeschichte: von der Geburt Jesu bis zur Apokalypse mit dem Auferstandenen als Weltenrichter. Sie können stilistisch auf die Zeit um 1380 datiert werden.

### Kanzel und Taufstein
Der Taufstein ist eindeutig mit der Jahreszahl 1677 und einer Stifterinschrift versehen. Aus eben dieser Zeit dürfte auch die stilistisch schon auf das Barock hinführende Kanzel stammen, die nach einer Restaurierung im Jahr 1798 wieder aufgestellt worden war und mit dem späteren Datum versehen ist.

### Apostel-Gemäldezyklus
Die 18 ehemaligen Emporen-Brüstungsgemälde, ein Apostelzyklus, vom Ende des 17. bis zur 2. Hälfte des 18. Jahrhunderts entstanden, sind nach dem Wegfall der alten Emporen seit 1977 an der Westwand platziert. Als Vertreter des Alten und des Neuen Bundes sind Mose und Christus direkt neben dem Eingang angeordnet, die Apostel mit Bibelzitaten und ihren Attributen links und rechts davon.

### Kunstverglasung
Die abstrakt-ornamentalen Bleiverglasungen der Fenster und oberen Fensterbänder in den flachgedeckten Nord- und Südanbauten schuf die Stuttgarter Glasmalwerkstatt V. Saile.

### Bronze-Wandrelief
Die Sichtbetonwand außen nördlich des Westeingangs trägt eine Bronzeskulptur von der Bildhauerin Ingrid Seddig (1926–2008) aus Korb/Remstal. Sie thematisiert das Jesuswort „Kommt her zu mir alle, die ihr mühselig und beladen seid; ich will euch erquicken“ (Mt 11,18 ). Das Relief wurde eingeweiht am 4. Dezember 1982, dem Heilbronner Gedenktag an die Stadtzerstörung 1944. Es wurde unter anderem gestiftet von dem Heilbronner Pfarrer Paul Pissowotzki (1911–2010), wie die Künstlerin ebenso aus dem heutigen Polen stammend.